# Culcita macrocarpa

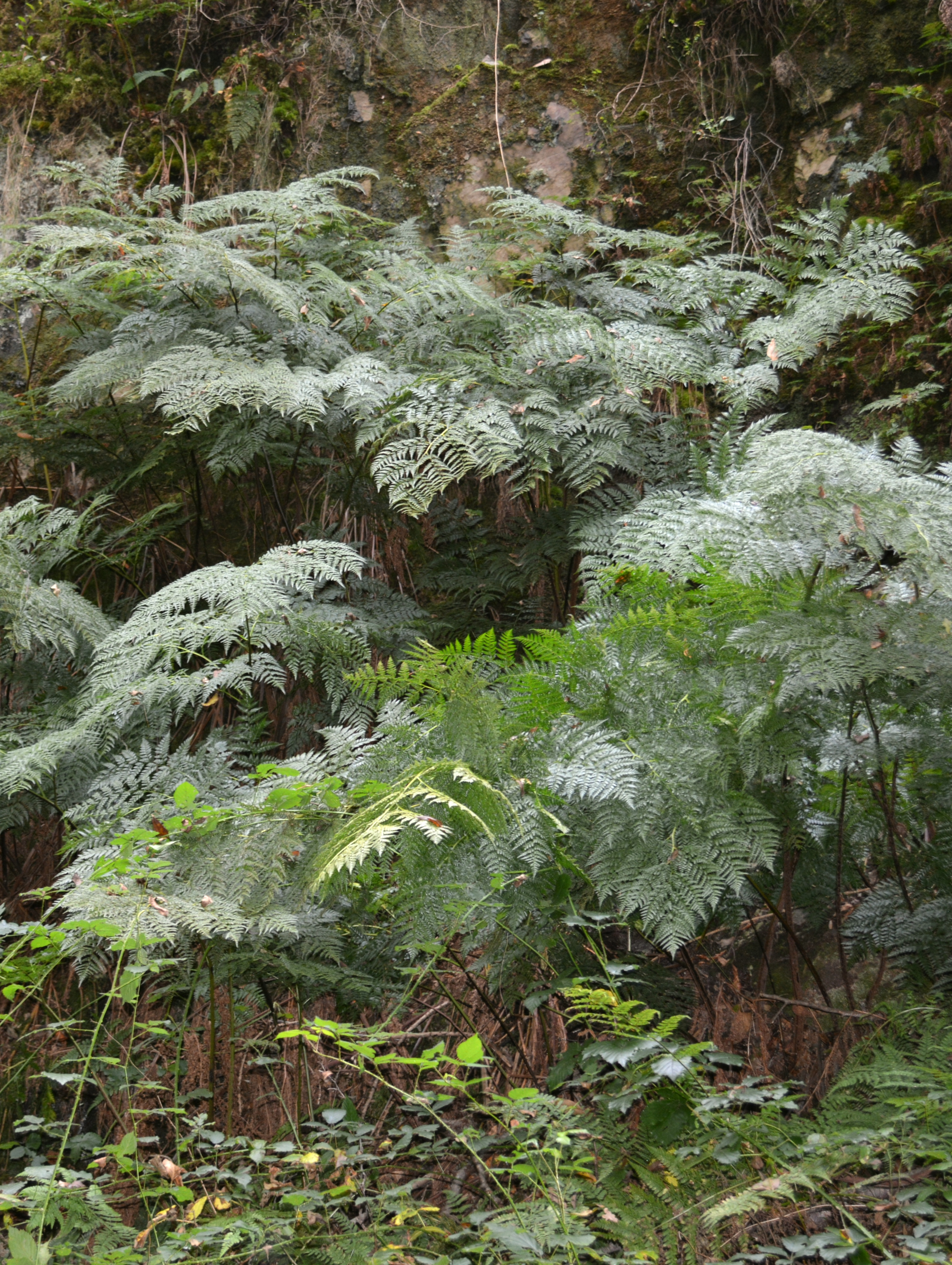
Hábito de C. macrocarpa.

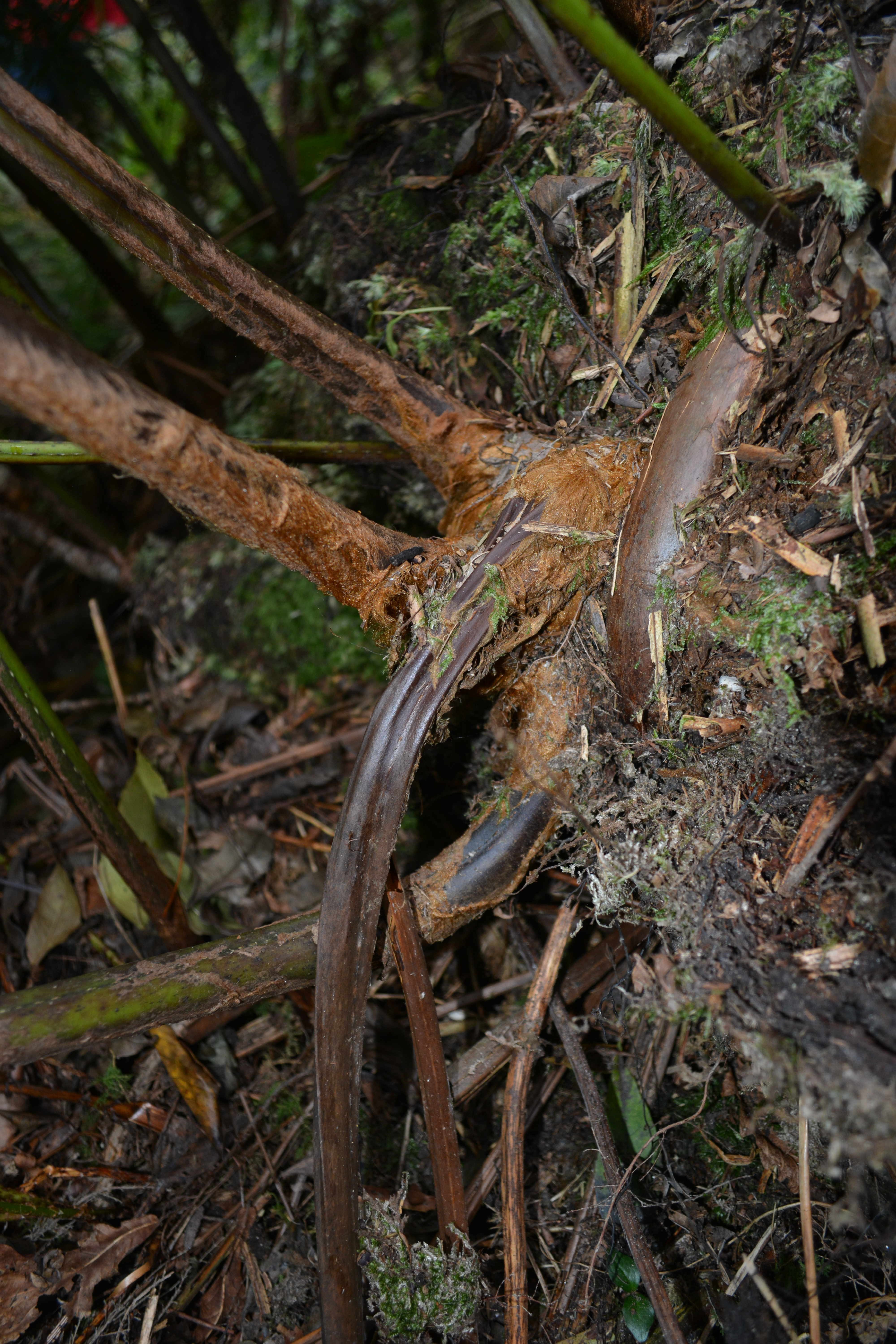
Estipa de Culcita macrocarpa.

Culcita macrocarpa C.Presl 1836, conhecido pelos nomes comuns de feto-de-cabelinho ou feto-abrum, é uma espécie de pteridófito pertencente à família Culcitaceae (anteriormente era incluído na família Dicksoniaceae) com distribuição restrita à região biogeográfica macaronésica e ao oeste da Península Ibérica, onde poderá ter sido introduzida. É o único membro da ordem Cyatheales que é nativo da Europa.

## Descrição
A Culcita macrocarpa é um grande pteridófito homospórico que pode atingir até 2 m de altura, com frondes que medem até 2 m de comprimento, com um rizoma grosso e rastejante, caracteristicamente coberto por páleas piliformes, delgadas e finas, parecendo pêlos, de cor avermelhada. Os rizomas podem atingir mais de um metro de comprimento e ser bifurcados.
Os rizomas são densamente revestidos por longos pêlos sedosos e castanhos claros, daí o nome de feto-de-cabelinho. Os estipes têm em geral um terço do comprimento da lâmina foliar, com estípulas e ráquis glabras e uma lâmina foliar triangular verde brilhante, coriácea no topo. Os soros são protegidos pelos lóbulos curvos da lâmina.
As frondes podem ultrapassar os 2 metros de comprimento, com lâminas bi- a pentapinadas, com lobos lanceolados de consistência coreácea. O pecíolo tem em geral o mesmo comprimento que a lâmina.
Produz soros reniformes marginais, no extremo das nervuras, protegidos por um indúsio formado por duas valvas, uma formada por um verdadeiro indúsio e outra formada por um prolongamento da própria lâmina. Os esporângios são piriformes, com maturação basípeta e anel oblíquo, esporos triléticos.

## Distribuição e habitat
Este pteridófito é um caméfito robusto, geralmente prostrado, que vive em zonas de elevada humidade do solo e da atmosfera e com pequenas oscilações térmicas. O substrato ideal para o desenvolvimento de C. macrocarpa são os solos orgânicos ácidos ricos em húmus situados em locais sombrios e rochosos. O habitat mais favorável são os bosques ripários das zonas costeiras.
Esta espécie paleomediterrânica é uma relíquia dos bosques tropicais do Terciário europeu. Actualmente é um endemismo ibero-macaronésico com as suas populações ameaçadas e reduzidas a algumas áreas relíquia na Península Ibérica (Maciço Cantábrico e zona norte da Galiza; montanhas na região de Algeciras, na Andaluzia; e Serra de Pias, na região montanhosa do Douro), Açores (todas as ilhas com exceção da Graciosa, sendo muito raro na ilha de Santa Maria), Madeira e Tenerife (Canárias).
Na Península Ibérica, encontra-se nas costas do norte da Cantábria e das Astúrias, no norte da Galiza e nas zonas montanhosas da área metropolitana do Porto e da província de Cádis. As populações encontradas na Península Ibérica podem ser o resultado de uma introdução.
Cresce em encostas rochosas siliciosas, especialmente em vales profundos sob florestas sempre verdes e perto de zonas costeiras, por vezes em matagais até 1100 m de altitude. Encontra-se normalmente perto de quedas de água ou riachos que fornecem humidade sob a forma de salpicos ou em florestas de nuvens. Esta espécie requer sombra e temperaturas moderadas durante todo o ano, com elevada humidade atmosférica para esporular.
Cresce em todos os tipos de solos, mas evita substratos calcários e é especialmente comum no estrato herbáceo das florestas montanhosas de altitude dos Açores.

## Conservação
A Culcita macrocarpa está ameaçada pela perda de habitat que resulta da conversão das florestas naturais em plantações. A criação da rede de parques naturais dos Açores, veio permitir melhorar o estatuto de conservação da espécie naquele arquipélago. As subpopulações nos Açores ultrapassam os 10 000 indivíduos e parecem estar estáveis.
No norte de Portugale na Galiza, onde as populações existentes poderão ser resultado de introdução remota, a espécie está classificada como criticamente em perigo, sendo aí os fogos florestais a principal ameaça à espécie, a que se juntam as plantações de eucalipto que causam a dessecação dos solos que impede o crescimento da espécie.
Foi registada uma perda em termos de área, qualidade e extensão do habitat e do número de indivíduos adultos desta espécie devido a ameaças como incêndios, plantações florestais e centrais hidroelétricas. As suas subpopulações em Espanha e Portugal diminuíram seriamente, mas não se conhece a taxa deste declínio nas últimas três gerações, especialmente porque os indivíduos são muito longevos. A espécie está protegida por lei em Portugal. Neste país, o fogo é a principal ameaça à espécie e as plantações de eucalipto provocam a dessecação do solo, levando à alteração do seu habitat ótimo.
No entanto, a área de ocupação desta espécie rara é inferior a 2 000 km2 e a área de distribuição natural está a diminuir. Como resultado, a espécie é considerada pela União Internacional para a Conservação da Natureza (UICN) como Quase Ameaçada, e está em vias de ser classificada como Ameaçada. De acordo com a IUCN, os habitats da espécie precisam de ser protegidos e a sua biologia requer mais investigação.
A Culcita macrocarpa está incluída no Anexo II da Diretiva Habitats e no Anexo I da Convenção sobre a Conservação da Vida Selvagem e dos Habitats Naturais da Europa. Também consta do Livro Vermelho de Espanha como em perigo (EN), o mesmo acontecendo nas Ilhas Canárias. Nos Açores é uma espécie protegida.